# Ireneusz Kościelniak
Ireneusz Kościelniak (ur. 16 stycznia 1974 w Katowicach) – polski piłkarz występujący na pozycji obrońcy, trener.

## Przebieg kariery
W I lidze rozegrał 133 spotkania, strzelając jednego gola. Jego debiut w ekstraklasie miał miejsce 13 sierpnia 1994 w meczu GKS Katowice z Zagłębiem Lubin, wygranym przez drużynę z Katowic 3:1. W latach 2005–2008 występował w Arce Gdynia. Przeszedł do niej z Górnika Łęczna.
Od 2010 jest trenerem i założycielem Szkółki Piłkarskiej Lukam 2010, a od 2011 pierwszym prezesem KP Lukam Skoczów. W 2009 uzyskał w AWF Katowice dyplom trenera drugiej klasy. W 2011 otrzymał licencję trenerską PZPN. Zdobył certyfikat Coerver Coaching. W 2013 uzyskał licencję trenera UEFA A, a w 2016 licencję trenerską UEFA PRO.
Od grudnia 2015 do września 2016 Kościelniak pełnił funkcję trenera II-ligowej Polonii Bytom. 6 marca 2018 został przedstawiony jako drugi trener reprezentacji Polski do lat 20. Od 22 czerwca do 31 lipca 2020 był trenerem pierwszoligowej Miedzi Legnica, bez powodzenia próbując uzyskać awans do Ekstraklasy.